# Boys (film 2021)
Boys è un film del 2021 diretto da Davide Ferrario.

## Trama
Il film racconta le vite private diversissime di Joe, Carlo, Bobo e Giacomo, quattro amici che negli anni Settanta avevano fondato il gruppo The Boys. A far da collante alla loro amicizia decennale c'è solo la passione per la musica, che portano avanti per la promessa fatta all'amico che non c'è più: Luca, fratello maggiore di Giacomo, sopraffatto dalla disperazione, si era suicidato ma aveva chiesto agli amici di non sciogliere il gruppo, e suo fratello porta avanti il progetto scrivendo ancora musica e testi che gli altri eseguono con lui, ormai senza grandi ambizioni commerciali. Un'altra opportunità sembra nascere dall'idea del trapper JD di utilizzare un loro vecchio successo per farne una cover, ma i quattro si mostrano diffidenti. 

## Distribuzione
Il film è stato distribuito nelle sale cinematografiche italiane a partire dal 1º luglio 2021.